# L'al·lucinant viatge de Bill i Ted
L'al·lucinant viatge de Bill i Ted (títol original: Bill & Ted's Bogus Journey) és una pel·lícula estatunidenca de ciència-ficció còmica dirigida per Peter Hewitt, estrenada l'any 1991. Es tracta de la continuació de Bill & Ted's Excel·lent Adventure estrenada dos anys abans. Ha estat doblada al català.

## Argument
En un futur llunyà, els ensenyaments de Bill S. Preston i Theodore Logan han portat la pau al planeta. L'ànsia de poder, de governar la terra, porta a Chuck de Nomolos -un tirà megaloman que somia governar el món- a enviar unes versions de ciborg a través del temps perquè matin a Bill i Ted, dos joves rockers sense talent.
Bill i Ted, una vegada morts, es troben al temible Grim Reaper i el repten a una sèrie de jocs com a única forma de tornar al món dels vius. Aconsegueixen vèncer-ho i la Mort es posa al seu servei. Després s'embarquen en una odissea còsmica per derrotar els robots i guanyar la Batalla de les Bandes.

## Repartiment
- Keanu Reeves: Ted 'Theodore' Logan
- Alex Winter: Bill Preston
- William Sadler: La Mort
- Joss Ackland: Chuck De Nomolos
- Annette Azcuy: Elizabeth
- Sarah Trigger: Joanna
- Pam Grier: Mme Wardroe
- George Carlin: Rufus
- Hal Landon Jr.: El capità Logan
- Chelcie Ross: El coronel Oats
- Amy Stock-Poynton: Missy